# St. Johann Baptist (Krefeld)

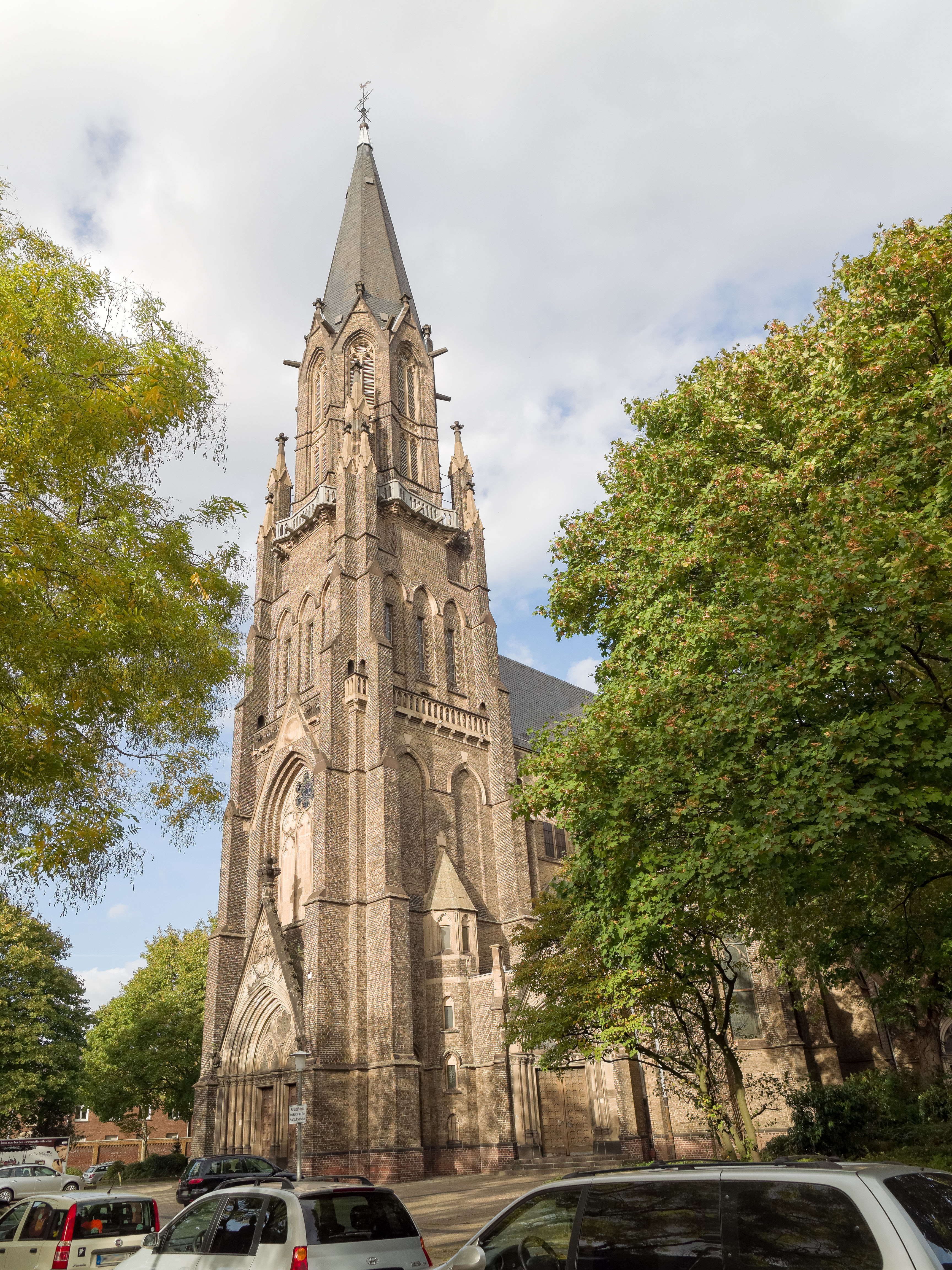
St. Johann Baptist

St. Johann Baptist ist ein zum römisch-katholischen Bistum Aachen gehörende Kirche am Johannesplatz 1 im Südbezirk von Krefeld. 
Ihr Bau wurde wegen des Anwachsens der Kirchengemeinde St. Stephan notwendig. Das im neugotischen Stil von Josef Kleesattel entworfene Gebäude wurde am 10. Oktober 1894 vom damaligen Weihbischof in Köln Hermann Joseph Schmitz geweiht. Krefeld gehörte zur damaligen Zeit zum Erzbistum Köln. Der Kirchturm ist mit 97 Metern der höchste des Bistums. Ab 1978 fand eine Renovierung statt.
Im November 2005 wurde die neu eingerichtete Sakramentskapelle am Osteingang von Bischof Heinrich Mussinghoff geweiht.
Anfang 2025 hat der Förderverein St. Johann Baptist die Kirche für einen Euro übernommen und verpflichtet sich, sie zu sanieren und wird sie schon bald wieder für Gottesdienste öffnen.